# Bertram Blum
Bertram Blum (* 29. April 1950 in Neuleiningen) ist ein deutscher katholischer Theologe und Erwachsenenbildner.

## Werdegang
Nach dem Abitur am Staatl. Altsprachlichen Gymnasium in Speyer (heute Gymnasium am Kaiserdom) studierte Bertram Blum von 1969 bis 1974 Philosophie und Katholische Theologie an der Philosophisch-Theologischen Hochschule, später Kirchlichen Gesamthochschule Eichstätt und an der Albert-Ludwigs-Universität Freiburg mit Abschluss als Diplomtheologe. 1974 bis 1977 folgte ein Geschichtsstudium an der Universität Würzburg. 1977 erhielt er eine Anstellung bei der Diözese Eichstätt als Referent für Erwachsenenbildung im Bischöflichen Ordinariat und Direktor des Diözesanbildungswerkes. Auf seine Initiative hin gab Bischof Alois Brems 1980 den „Plan für die offene Erwachsenenbildung in der Diözese Eichstätt“ heraus, Grundlage für den professionellen Ausbau der Katholischen Bildungswerke. 1991 wurde er Leiter der Abteilung Weiterbildung im Bischöflichen Ordinariat.
1988 in den Vorstand der Katholischen Bundesarbeitsgemeinschaft für Erwachsenenbildung in Bonn (KBE) gewählt (bis 2012), war er von 1990 bis 2006 Vorsitzender der KBE-Kommission Theologie-Glaube-Bildung. Von 1990 bis 1995 absolvierte er nebenberuflich ein Promotionsstudium der Erwachsenenbildung an der Katholischen Universität Eichstätt-Ingolstadt, die ihn 1995 zum Dr. phil. promovierte.
1996 übernahm er zusätzlich die Leitung der Diözesanstelle für Büchereiarbeit im Bistum und wurde Diözesandirektor des Sankt Michaelsbundes. 1999 zum Bischöflichen Beauftragten für Erwachsenenbildung ernannt, wählte ihn 2000 die Konferenz der Bischöflichen Beauftragten für Erwachsenenbildung in den deutschen Diözesen zu ihrem Vorsitzenden, und zugleich wurde er stellvertretender Bundesvorsitzender der KBE (bis 2006), von 2006 bis 2012 war er Bundesvorsitzender der Katholischen Erwachsenenbildung in Deutschland. 2012 ging er in den Ruhestand und erhielt bei seiner Verabschiedung für seine Verdienste um die Erwachsenenbildung die Bonifatius-Medaille der Deutschen Bischofskonferenz.
Er ist verheiratet und hat vier Kinder.

## Wirken
Schwerpunkte seiner inhaltlichen Tätigkeit waren neben theologischen und historischen Themen Theorie und Geschichte der Katholischen Erwachsenenbildung, die theologische Begründung kirchlicher Bildungsarbeit insgesamt sowie ihre konzeptionelle und praktische Umsetzung. Ab dem Wintersemester 1984/85 bis 2012 übernahm er Lehraufträge für Erwachsenenbildung an der Katholischen Universität Eichstätt-Ingolstadt.
Ehrenamtlich war er 1982 bis 1990 als stellvertretender Vorsitzender des Diözesanrats der Katholiken im Bistum Eichstätt und zugleich Mitglied im Zentralkomitee der deutschen Katholiken. 1996 bis 2008 war er Vorstandsmitglied der Katholischen Landesarbeitsgemeinschaft für Erwachsenenbildung und Mitglied im Bildungsausschuss der Katholischen Akademie in Bayern. Dafür erhielt er 2008 das Dankeszeichen der Katholischen Erwachsenenbildung in Bayern. 2006 bis 2012 war er Herausgeber der Zeitschrift Erwachsenenbildung. Seit 1996 ist er Mitglied im Landesverband des Sankt Michaelsbundes in Bayern und bekleidete von 2010 bis 2022 das Amt des stellvertretenden Landesvorsitzenden. Er war Mitautor der Arbeitshilfe der Deutschen Bischofskonferenz "Katholische Büchereiarbeit – Selbstverständnis und Engagement". Von 2015 bis 2022 war er Vorsitzender des Vinzenzvereins für soziale Dienste der Stadtpfarreien Eichstätt e. V. 2014 wurde ihm für seine Verdienste um die Bildungsarbeit der Benediktinerabtei Plankstetten der Klostertaler verliehen. 2022 wählte ihn der Freundeskreis Benediktinerabtei Plankstetten zu seinem Vorsitzenden.
Seit Beginn seines Studiums war er im Cartellverband der katholischen deutschen Studentenverbindungen (CV) aktiv, als Senior der KDStV Alcimonia Eichstätt, der KDStV Arminia Freiburg im Breisgau und der KDStV Markomannia Würzburg sowie zwischen 1982 und 2018 dreimal Altherrensenior der Alcimonia Eichstätt.

## Schriften
- 1200 Jahre Willibald – Aufbruch im Glauben, Seminarkonzept zum Jubiläumsjahr, Eichstätt 1986.
- Regionalgeschichte der Erwachsenenbildung in katholischer Trägerschaft am Beispiel der Diözese Eichstätt, Kath. Bundesarbeitsgemeinschaft für Erwachsenenbildung (EB-Buch;5), Würzburg 1995. ISBN 3-429-01749-1.
- Unterwegs. Herausgefordert von den Fragen der Zeit. 50 Jahre Erwachsenenbildung im Bistum Eichstätt, Eichstätt 2000.
- Mehr-Wert fürs Leben. Zum Profil der kirchlichen Büchereiarbeit, Hg. Sankt Michaelsbund, Landesverband Bayern e. V., München 2011. ISSN 2194-1092.[5]